# Interestatal 75
La carretera Interestatal 75 (abreviada I-75 ) es una autopista Interestatal de trazado norte-sur en el área de los Grandes Lagos y el sudeste de Estados Unidos. Comienza desde la carretera estatal 826 (Palmetto Expressway) y la Carretera Estatal 924 (Gratigny Parkway) en Hialeah, Florida y termina en el puente internacional de Sault Ste Marie, Míchigan en la frontera con la provincia de Ontario en Canadá. La I-75 pasa a través de seis estados diferentes: Florida, Georgia, Tennessee, Kentucky, Ohio y Míchigan. Tiene una longitud de 1 786 millas (2 875), por lo que es la segunda autopista norte-sur más larga del país.
Debido a los altos niveles de tráfico en la autopista, gran parte de la ruta es de seis carriles, incluso en las zonas rurales. El segmento más largo continuo de seis carriles (o más) es a lo largo de la I-75 desde el Turnpike de la Florida en Wildwood, Florida, a la I-24 en la zona de Chattanooga, con la I-475 para aliviar el tráfico en Macon, Georgia, a pesar de este largo tramo tiene una excepción a sus 3 carriles  continuos en torno a la división I-75/I-475 donde es de 2 carriles a cada lado en unos pocos kilómetros.

## Largo de la ruta
| Km.     | Estado    |  |  |
|         |           |  |  |
| 757,81  | Florida   |  |  |
| 571,49  | Georgia   |  |  |
| 260,49  | Tennessee |  |  |
| 308,64  | Kentucky  |  |  |
| 340,05  | Ohio      |  |  |
| 636,56  | Míchigan  |  |  |
|         |           |  |  |
| 2875.04 | Total     |  |  |

## Principales intersecciones
Las principales intersecciones de esta ruta son:
- Interestatal 595 en Davie, Florida, que sirve al Aeropuerto Internacional Fort Lauderdale-Hollywood
- Interestatal 4  cerca de Tampa, Florida
- Interestatal 275 cerca de Lutz, Florida
- Interestatal 10 en Lake City, Florida
- Interestatal 475 alrededor de Macon, Georgia (dos veces).
- Interestatal 16 en Macon, Georgia  (Map)
- Interestatal 675 cerca de Stockbridge, Georgia
- Interestatal 85 en Atlanta. Permanecen juntas durante varios kilómetros por el centro en una carretera conocida como "Downtown Connector".
- Interestatal 20 en Atlanta
- Interestatal 24 en Chattanooga, Tennessee
- Interestatal 40 cerca de Lenoir City, Tennessee. Permanecen juntas hasta Knoxville, Tennessee.
- Interestatal 64 en Lexington, Kentucky. Permanecen juntas durante 6 millas (9,7 kilómetros) al este del centro de Lexington.
- Interestatal 71 en Walton, Kentucky. Permanecen juntas hasta Cincinnati, Ohio.
- Interestatal 275 en Erlanger, Kentucky.
- Interestatal 74 en Cincinnati
- Interestatal 70, en Vandalia, Ohio (cerca de Dayton )
- Interestatal 80 / Interestatal 90 y Ohio Turnpike  en Rossford, Ohio
- Interestatal 475 en Perrysburg y Toledo, Ohio
- Interestatal 280 en Toledo, Ohio
- Interestatal 96 (Jeffries Freeway) en Detroit, Míchigan
- Interestatal 375 en Detroit
- Interestatal 94 (Ford Freeway) en Detroit
- Interestatal 69 en Flint, Míchigan
- Interestatal 475 en Flint
- Interestatal 675 en Saginaw, Míchigan